# (15825) Capecchi
(15825) Capecchi est un astéroïde de la ceinture principale découvert en 1994.

## Description
(15825) Capecchi a été découvert le 30 novembre 1994 à l'observatoire astronomique de Farra d'Isonzo, situé dans la commune de Farra d'Isonzo, dans la province de Gorizia (Frioul-Vénétie Julienne), en Italie, par l'Observatoire astronomique de Farra d'Isonzo.

### Caractéristiques orbitales
L'orbite de cet astéroïde est caractérisée par un demi-grand axe de 2,53 UA, un périhélie de 2,30 UA, une excentricité de 0,09 et une inclinaison de 2,72° par rapport à l'écliptique. Du fait de ces caractéristiques, à savoir un demi-grand axe compris entre 2 et 3,2 UA et un périhélie supérieur à 1,666 UA, il est classé, selon la JPL Small-Body Database, comme objet de la ceinture principale.

### Caractéristiques physiques
(15825) Capecchi a une magnitude absolue (H) de 14,8 et un albédo estimé à 0,063.